# Hapung
Hapung is een bestuurslaag in het regentschap Padang Lawas van de provincie Noord-Sumatra, Indonesië. Hapung telt 2271 inwoners (volkstelling 2010).